# (35135) 1992 RO1
1992 RO1 (asteroide 35135) é um asteroide da cintura principal. Possui uma excentricidade de 0.25806820 e uma inclinação de 12.79432º.
Este asteroide foi descoberto no dia 1 de setembro de 1992 por Eleanor F. Helin em Palomar.